# Land of the Free II
Land of the Free II är det tyska power metal-bandet Gamma Rays nionde studioalbum, utgivet i november 2007 på Steamhammer och i Japan på Victor.
Skivan är en uppföljare till bandets klassiska Land of the Free (1995).
Albumet nådde plats 54 på den tyska topplistan och plats 57 på den svenska.
En musikvideo spelades in till "Into the Storm".

## Låtlista
1. "Into the Storm" – 3:47
2. "From the Ashes" – 5:26
3. "Rising Again" (instrumental) – 0:27
4. "To Mother Earth" – 5:11
5. "Rain" – 5:16
6. "Leaving Hell" – 4:20
7. "Empress" – 6:22
8. "When the World" – 5:44
9. "Opportunity" – 7:14
10. "Real World" – 5:42
11. "Hear Me Calling" – 4:14
12. "Insurrection" – 11:33

Bonusspår på den japanska utgåvan
1. "Blood Religion" (live in Montreal) – 8:11

## Medverkande
Musiker
- Kai Hansen – sång, gitarr
- Henjo Richter – gitarr, keyboard, bakgrundssång
- Dirk Schlächter – basgitarr, bakgrundssång
- Dan Zimmermann – trummor, bakgrundssång

Bidragande musiker
- Nadine Nottbohm – körsång
- Henning Basse – körsång
- Milan Schlächter – körsång
- Wendy Teyssier – körsång
- Lara Möller – körsång

Produktion
- Kai Hansen – producent, inspelningstekniker
- Dirk Schlächter – producent, inspelningstekniker
- Tommy Newton – inspelningstekniker, mixning, mastering
- Hervé Monjeaud – omslagskonst
- Dirk Illing – digitalkonst, bookletdesign
- Axel Jusseit – foto